# Maevia expansa
Maevia expansa är en spindelart som beskrevs av Barnes 1955. Maevia expansa ingår i släktet Maevia och familjen hoppspindlar. Inga underarter finns listade i Catalogue of Life.